# شاه فيروز (شبانكارة)
شاه فيروز (بالفارسية: شاه‌فیروز) هي قرية تقع في إيران في قسم شبانكارة الريفي. يقدر عدد سكانها بـ 318 نسمة بحسب إحصاء 2016.